# Episodi de Il padre della sposa
La prima e unica stagione della serie televisiva Il padre della sposa è andata in onda negli Stati Uniti dal 29 settembre 1961 al 1º giugno 1962 sulla CBS.
| nº | Titolo originale         | Prima TV USA      | Titolo italiano | Prima TV Italia |
| -- | ------------------------ | ----------------- | --------------- | --------------- |
| 1  | Bombshell at Breakfast   | 29 settembre 1961 |                 |                 |
| 2  | Buckley                  | 6 ottobre 1961    |                 |                 |
| 3  | Buckley's Parents        | 13 ottobre 1961   |                 |                 |
| 4  | The Ring                 | 20 ottobre 1961   |                 |                 |
| 5  | Engagement Party         | 27 ottobre 1961   |                 |                 |
| 6  | Kay's Dinner             | 3 novembre 1961   |                 |                 |
| 7  | The Guest List           | 10 novembre 1961  |                 |                 |
| 8  | Maid of Honor            | 17 novembre 1961  |                 |                 |
| 9  | Mr. Massoula             | 24 novembre 1961  |                 |                 |
| 10 | White Elephant           | 1º dicembre 1961  |                 |                 |
| 11 | Stanley's Suit           | 8 dicembre 1961   |                 |                 |
| 12 | The Shower               | 15 dicembre 1961  |                 |                 |
| 13 | Furnishing the Apartment | 22 dicembre 1961  |                 |                 |
| 14 | Surprise, Surprise       | 29 dicembre 1961  |                 |                 |
| 15 | The Honeymoon            | 5 gennaio 1962    |                 |                 |
| 16 | Homework                 | 19 gennaio 1962   |                 |                 |
| 17 | The Rehearsal            | 26 gennaio 1962   |                 |                 |
| 18 | The Wedding              | 2 febbraio 1962   |                 |                 |
| 19 | The Pine Pillow          | 9 febbraio 1962   |                 |                 |
| 20 | The Homecoming           | 16 febbraio 1962  |                 |                 |
| 21 | Too Many Cooks           | 23 febbraio 1962  |                 |                 |
| 22 | The Quarrel              | 2 marzo 1962      |                 |                 |
| 23 | Tommy's Hero             | 9 marzo 1962      |                 |                 |
| 24 | The Milking Stool        | 16 marzo 1962     |                 |                 |
| 25 | Quibbling                | 23 marzo 1962     |                 |                 |
| 26 | The House                | 30 marzo 1962     |                 |                 |
| 27 | The Campaign Manager     | 6 aprile 1962     |                 |                 |
| 28 | The Duchess              | 13 aprile 1962    |                 |                 |
| 29 | Stanley's Steamer        | 20 aprile 1962    |                 |                 |
| 30 | The Hospital             | 27 aprile 1962    |                 |                 |
| 31 | The Band                 | 4 maggio 1962     |                 |                 |
| 32 | Bradley's Shack          | 11 maggio 1962    |                 |                 |
| 33 | The Hammers              | 18 maggio 1962    |                 |                 |
| 34 | The Visit                | 1º giugno 1962    |                 |                 |

## Bombshell at Breakfast
- Prima televisiva: 29 settembre 1961

### Trama
- Guest star:

## Buckley
- Prima televisiva: 6 ottobre 1961

### Trama
- Guest star:

## Buckley's Parents
- Prima televisiva: 13 ottobre 1961

### Trama
- Guest star:

## The Ring
- Prima televisiva: 20 ottobre 1961

### Trama
- Guest star:

## Engagement Party
- Prima televisiva: 27 ottobre 1961

### Trama
- Guest star:

## Kay's Dinner
- Prima televisiva: 3 novembre 1961

### Trama
- Guest star:

## The Guest List
- Prima televisiva: 10 novembre 1961

### Trama
- Guest star: Irene Tedrow (Miss Bellamy)

## Maid of Honor
- Prima televisiva: 17 novembre 1961

### Trama
- Guest star:

## Mr. Massoula
- Prima televisiva: 24 novembre 1961

### Trama
- Guest star:

## White Elephant
- Prima televisiva: 1º dicembre 1961

### Trama
- Guest star:

## Stanley's Suit
- Prima televisiva: 8 dicembre 1961

### Trama
- Guest star:

## The Shower
- Prima televisiva: 15 dicembre 1961

### Trama
- Guest star: Malcolm Atterbury (guardacaccia), Richard Hale (giudice di pace), Fred Sherman (Jedrow)

## Furnishing the Apartment
- Prima televisiva: 22 dicembre 1961

### Trama
- Guest star: Bill Mumy

## Surprise, Surprise
- Prima televisiva: 29 dicembre 1961

### Trama
- Guest star:

## The Honeymoon
- Prima televisiva: 5 gennaio 1962

### Trama
- Guest star:

## Homework
- Prima televisiva: 19 gennaio 1962

### Trama
- Guest star:

## The Rehearsal
- Prima televisiva: 26 gennaio 1962

### Trama
- Guest star:

## The Wedding
- Prima televisiva: 2 febbraio 1962

### Trama
- Guest star:

## The Pine Pillow
- Prima televisiva: 9 febbraio 1962

### Trama
- Guest star:

## The Homecoming
- Prima televisiva: 16 febbraio 1962

### Trama
- Guest star:

## Too Many Cooks
- Prima televisiva: 23 febbraio 1962

### Trama
- Guest star:

## The Quarrel
- Prima televisiva: 2 marzo 1962

### Trama
- Guest star:

## Tommy's Hero
- Prima televisiva: 9 marzo 1962

### Trama
- Guest star:

## The Milking Stool
- Prima televisiva: 16 marzo 1962

### Trama
- Guest star: Juney Ellis (donna), Les Tremayne (banditore d'asta)

## Quibbling
- Prima televisiva: 23 marzo 1962

### Trama
- Guest star: Ruby Dandridge (Delilah)

## The House
- Prima televisiva: 30 marzo 1962

### Trama
- Guest star:

## The Campaign Manager
- Prima televisiva: 6 aprile 1962

### Trama
- Guest star:

## The Duchess
- Prima televisiva: 13 aprile 1962

### Trama
- Guest star: Henry Beckman (sergente di polizia), Henry Corden (cameriere), Irene Tedrow (Miss Bellamy)

## Stanley's Steamer
- Prima televisiva: 20 aprile 1962

### Trama
- Guest star:

## The Hospital
- Prima televisiva: 27 aprile 1962

### Trama
- Guest star: Jeannine Riley, Della Sharman, Dee Stratton

## The Band
- Prima televisiva: 4 maggio 1962

### Trama
- Guest star:

## Bradley's Shack
- Prima televisiva: 11 maggio 1962

### Trama
- Guest star:

## The Hammers
- Prima televisiva: 18 maggio 1962

### Trama
- Guest star:

## The Visit
- Prima televisiva: 1º giugno 1962

### Trama
- Guest star: